# 세르지뉴 슐라파
세르지우 베르나르지누(포르투갈어: Sérgio Bernardino, 1953년 12월 23일, 상 파울루 주 상 파울루 ~)는 세르지뉴 슐라파(포르투갈어: Serginho Chulapa), 혹은 세르지뉴(포르투갈어: Serginho)로 알려진 브라질의 축구 감독이자 전직 축구 선수로, 현역 시절 스트라이커로 활약했다.

## 클럽 경력

### 상 파울루
상 파울루 출신인 세르지뉴는 상 파울루 유소년부를 졸업했다. 그는 1973년 6월 6일에 0-0으로 비긴 바이아와의 친선경기에서 1군 신고식을 치렀고, 나흘 후 코린치앙스와의 타사 에스타두 지 상 파울루 경기에서 첫 골을 기록했고, 결과는 1-1 무승부였다.
1974년, 세리이 B의 마릴리아에서 임대 복귀한 후, 세르지뉴는 "삼색 군단"의 주축 선수로 거듭나 1977 시즌에는 18골을 넣는 인상적인 활약을 펼쳤다.
1978년 2월 12일, 세르지뉴는 반지바우두 항젤 부심을 폭행하여 14개월 출장 정지 징계를 받았고,(최종적으로는 11개월) 1978년 월드컵에 출전하지 못하게 되었다.(징계가 없었으면 출전할 예정이었다.) 1981년 전국 리그에서는 이메르송 레앙 골키퍼를 걷어차 퇴장을 당하기도 했다.

### 산투스
1983년, 세르지뉴는 산투스로 이적해 캄페오나투 파울리스타와 세리이 A에서 22골로 모두 득점왕에 등극했다. 그는 산투스 소속으로 이듬해 주 리그를 우승했고, 2년 동안 110번의 경기에서 74번 골망을 흔들었다.

### 코린치앙스
1985년, 세르지뉴는 경쟁 구단인 코린치앙스로 이적해 훗날 "고린토 대표팀"(Selecão Corinthiana)으로 대표되는 역대급 최강 선수단의 일원이 되었다. 개인적 및 선수단적 차원에서 모두 기대 이상의 성과를 낸 후, 세르지뉴는 구단을 떠났다.

### 이후 행보
세르지뉴는 1986년에 산투스로 복귀했는데, 훗날 코린치앙스에서 "안식 기간"을 보냈다고 회고했다. 그러나, 그는 산투스 복귀 후 부상으로 허덕였고, 이후 포르투갈의 마리티무로 이적했다.
1988년에 산투스로 또다시 복귀한 세르지뉴는 주전으로 활동하다가 튀르키예의 말라티아스포르로 이적했다. 그는 1989년에 전 소속 구단으로 복귀했고, 이후 포르투게자 상치스타, 상 카에타누, 그리고 아틀레치쿠 소로카바를 차례로 거쳤고, 후자의 구단에서 39세의 나이로 1993년에 은퇴했다.

## 국가대표팀 경력
세르지뉴는 1979년 5월부터 1982년 7월까지 브라질 국가대표팀 경기에 20번 출전했고, 1982년 월드컵에 참가해 5번의 브라질 경기에 모두 출전해 2골을 기록했다.
세르지뉴는 1990년 월드컵 오브 마스터스 대회에서도 브라질을 대표로 출전해 네덜란드와의 결승전에서 득점을 기록했다.

## 감독 경력
세르지뉴는 1994년에 페피의 수석 코치로 산투스에 복귀했다. 같은 해 3월 8일, 페피 감독이 경질되면서, 세르지뉴는 대행 감독을 맡아 11월에 시즌이 끝날 때까지 감독을 맡았지만, 기자에게 박치기를 범하면서 그도 해임되었다. 1995년, 그는 우니앙 상 주앙의 지휘봉을 잡았지만, 그 해 3월에 해임되었다.
1996년, 세르지뉴는 선수 시절 활약했던 또다른 구단인 포르투게자 상치스타의 지휘봉을 잡았고, 소속 구단을 파울리스타 1부 리그로 복귀시켰고, 그는 이듬해 상 카에타누를 맡았고, 1999년에 "브리오사"에 재합류했다.
2000년, 헤무와 아라사투바를 거친 후, 세르지뉴는 지니뉴의 수석 코치로 산투스에 복귀했다. 2001년 8월, 그는 정식 감독으로 승진했지만, 얼마 지나지 않아 사표를 제출했다.
세르지뉴는 2002년 시즌에 전 소속 구단인 포르투게자 상치스타를 지도했다. 그는 2002년부터 2004년까지도 산투스와 연락하는 관계였지만, 레앙이 사령탑에 취임하면서 물러났다. 2005년에 수석 코치로 복귀한 그는 반데를레이 루솀부르구가 떠나면서 공석이 된 산투스 감독직을 대행했다.
2008년 2월 29일, 세르지뉴는 4번째로 포르투게자 상치스타의 감독으로 취임했다. 8월 8일, 그는 마르시우 페르난지스의 수석 코치로 산투스에 복귀했다. 이듬해 7월, 그는 대행 감독을 맡았는데, 그는 임기 도중 3-3으로 비긴 그레미우 바루에리와의 경기에서 현장 기자를 밀친 것으로 오점을 남겼다.
2018년 7월 23일, 자이르 벤투라 감독이 떠나면서, 세르지뉴는 9년 만에 수석 코치를 맡다가 감독직을 대행하게 되었다. 그는 쿠카 감독의 취임에 따라 이전 보직으로 복귀했다.
슐라파는 2022년 8월3일에 산투스 수석 코치 보직을 내려놓고, 구단의 아이돌 프로그램을 맡게 되었다.

## 감독 통계
2020년 8월 5일 기준
| 구단                | 국적   | 취임             | 해임             | 기록 | 기록 | 기록 | 기록 | 기록 | 기록 | 기록 | 기록   | 주     |
| 구단                | 국적   | 취임             | 해임             | 전   | 승   | 무   | 패   | 득   | 실   | 차   | 율 %   | 주     |
| ------------------- | ------ | ---------------- | ---------------- | ---- | ---- | ---- | ---- | ---- | ---- | ---- | ------ | ------ |
| 산투스              | 브라질 | 1994년 3월 8일   | 1994년 11월 19일 | 44   | 22   | 13   | 9    | 64   | 42   | +22  | 050.00 | [ 28 ] |
| 우니앙 상 주앙      | 브라질 | 1995년 1월       | 1995년 3월       | 5    | 1    | 0    | 4    | 3    | 8    | −5   | 020.00 | [ 29 ] |
| 산투스              | 브라질 | 2001년 8월 27일  | 2001년 9월 9일   | 4    | 0    | 2    | 2    | 3    | 6    | −3   | 000.00 | [ 18 ] |
| 산투스 (감독 대행)  | 브라질 | 2005년 11월 21일 | 2005년 12월 5일  | 2    | 1    | 0    | 1    | 3    | 4    | −1   | 050.00 |        |
| 포르투게자 상치스타 | 브라질 | 2008년 2월 29일  | 2008년 3월 20일  | 5    | 2    | 0    | 3    | 7    | 8    | −1   | 040.00 |        |
| 산투스 (감독 대행)  | 브라질 | 2009년 7월 13일  | 2009년 7월 19일  | 2    | 0    | 1    | 1    | 4    | 5    | −1   | 000.00 |        |
| 산투스 (감독 대행)  | 브라질 | 2015년 6월 20일  | 2015년 6월 20일  | 1    | 1    | 0    | 0    | 1    | 0    | +1   | 100.00 |        |
| 산투스 (감독 대행)  | 브라질 | 2018년 7월 23일  | 2018년 7월 30일  | 2    | 0    | 1    | 1    | 1    | 2    | −1   | 000.00 | [ 30 ] |
| 합계                | 합계   | 합계             | 합계             | 65   | 27   | 17   | 21   | 86   | 75   | +11  | 41.54  | —      |

## 수상

### 선수
상 파울루
- 캄페오나투 브라질레이루 세리이 A: 1977
- 캄페오나투 파울리스타: 1975, 1980, 1981

산투스
- 캄페오나투 파울리스타: 1984

개인
- 캄페오나투 브라질레이루 세리이 A 득점왕: 1983 (22골)
- 캄페오나투 파울리스타 득점왕: 1975 (22골), 1977 (32골), 1983 (22골), 1984 (16골)